# Shepherdstown
Shepherdstown är en kommun (town) i Jefferson County i den amerikanska delstaten West Virginia med en yta av 0,9 km² och en folkmängd, som uppgår till 1 208 invånare (2002). Orten grundades på 1700-talet och hette ursprungligen Mecklenburg. Det nya namnet Shepherds Town togs i bruk år 1798. Namnet ändrades senare till Shepherdstown.

## Kända personer från Shepherdstown
- John James Abert, militär
- Robert Lucas, politiker
- Jesse B. Thomas, politiker